# Hjulsjö distrikt
Hjulsjö distrikt är ett distrikt i Hällefors kommun och Örebro län. Distriktet ligger omkring Hjulsjö i nordvästra Västmanland.

## Tidigare administrativ tillhörighet
Distriktet inrättades 2016 och utgörs av en del av området Hällefors köping omfattade till 1971, delen som före 1967 utgjorde en del av Nora stad och före 1965 utgjorde Hjulsjö socken.
Området motsvarar den omfattning Hjulsjö församling hade vid årsskiftet 1999/2000.

## Tätorter och småorter
I Hjulsjö distrikt finns inga tätorter eller småorter. 

### Övriga orter
- Västra Egnahem